# Bruder-Albert-Weg
Bruder-Albert-Weg (polnisch: Droga Brata Alberta) ist ein Wanderweg, Fahrradweg und im Winter eine Skipiste des Skigebiet Kasprowy Wierch in der Westtatra in Polen. Er ist blau markiert. Er gilt als einfacher Wanderweg. Seine Länge beträgt 1,7 Kilometer. Er liegt auf einer Höhe von 1000 bis 1200 m. Der Weg verläuft im Wald.

## Lage und Route
Der Weg beginnt im Zakopaner Stadtteil Kuźnice bei der unteren Station der Seilbahn Kasprowy Wierch und führt entlang des Gebirgsbachs Bystra im Tal Dolina Bystrej nach Süden zum Kalatówki-Berghotel auf der Alm Kalatówki. Im oberen Teil verzweigt sich der Weg und findet auf der Alm Kalatówki wieder zusammen. Der Wanderweg liegt innerhalb des Tatra-Nationalparks.

### Verlauf
- Kuźnice
- 473m; – Abzweigung auf den Kasprowy Wierch
- 1050m; – Abzweigung zum Albertinerkloster auf dem Schlafenden Berg
- 1050m; – Abzweigung zum Einsiedlerkloster der Albertinerinnen
- 1050m; – Abzweigung zur Einsiedelei des Bruder Albert
- 1766m; – Berghotel-Kalatówki

## Geschichte
Der Wanderweg wurde 1938–1939 angelegt und mit Steinen gepflastert.

## Etymologie
Der Weg ist nach Bruder Albert benannt, dessen Einsiedelei sich an dem Weg befindet.